# L-гулонолактоноксидаза
L-гулонолактоноксидаза — фермент из группы оксидоредуктаз, который вырабатывает витамин С, но не функционирует у обезьян (включая людей), морских свинок, костистых рыб, некоторых семейств летучих мышей и воробьиных. Фермент катализирует последнюю стадию биосинтеза аскорбиновой кислоты (L-гулоно-1,4-лактона с кислородом до L-ксило-гекс-3-гулонолактона и перекиси водорода).

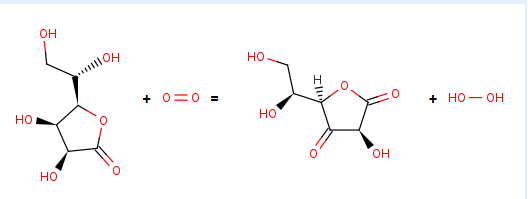
L-гулоно-1,4-лактон + O2 = L-ксило-гекс-2-улоно-1,4-лактон + Н2О2

L-гулонолактоноксидаза продуцируется экспрессией гена GULO. Дефект гена, вызванный мутацией, приводит к тому, что поражённый организм перестаёт вырабатывать аскорбиновую кислоту.